# 10 000 mètres masculin aux Jeux olympiques de 1912
Pour un article plus général, voir Athlétisme aux Jeux olympiques de 1912.
Navigation
Anvers 1920
L'épreuve du 10 000 mètres masculin aux Jeux olympiques de 1912 s'est déroulée les 8 et 8 juillet 1912 au Stade olympique de Stockholm, en Suède. Elle est remportée par le Finlandais Hannes Kolehmainen.

## Résultats

### Finale
| Rang                                | Athlète            | Pays           | Temps   | Notes |
| ----------------------------------- | ------------------ | -------------- | ------- | ----- |
| Médaille d'or, Jeux olympiques      | Hannes Kolehmainen | Finlande       | 31:20.8 | OR    |
| Médaille d'argent, Jeux olympiques  | Lewis Tewanima     | États-Unis     | 32:06.6 |       |
| Médaille de bronze, Jeux olympiques | Albin Stenroos     | Finlande       | 32:21.8 |       |
| 4                                   | Joe Keeper         | Canada         | 32:36.2 |       |
| 5                                   | Alfonso Orlando    | Italie         | 33:31.2 |       |
| —                                   | Mauritz Carlsson   | Suède          |         | DNF   |
| —                                   | Tatu Kolehmainen   | Finlande       |         | DNF   |
| —                                   | Hugh Maguire       | États-Unis     |         | DNF   |
| —                                   | Len Richardson     | Afrique du Sud |         | DNF   |
| —                                   | Louis Scott        | États-Unis     |         | DNF   |
| —                                   | William Scott      | Royaume-Uni    |         | DNF   |
| —                                   | John Eke           | Suède          |         | DNS   |
| —                                   | Ernest Glover      | Royaume-Uni    |         | DNS   |
| —                                   | Gaston Heuet       | France         |         | DNS   |
| —                                   | Martin Persson     | Suède          |         | DNS   |

### Demi-finales

#### Demi-finale 1
| Rang | Athlète            | Pays        | Temps   | Notes |
| ---- | ------------------ | ----------- | ------- | ----- |
| 1    | Hannes Kolehmainen | Finlande    | 33:49.0 | Q OR  |
| 2    | Joe Keeper         | Canada      | 33:58.8 | Q     |
| 3    | Gaston Heuet       | France      | 34:50.0 | Q     |
| 4    | John Eke           | Suède       | 34:55.8 | Q     |
| 5    | Ernest Glover      | Royaume-Uni | 35:12.2 | Q     |
| 6    | Albert Öberg       | Suède       | 35:45.0 |       |
| —    | Harry Hellawell    | États-Unis  |         | DNF   |
| —    | William Kramer     | États-Unis  |         | DNF   |
| —    | George Lee         | Royaume-Uni |         | DNF   |
| —    | Mikhail Nikolsky   | Russie      |         | DNF   |
| —    | Vladimír Penc      | Bohême      |         | DNF   |
| —    | Charles Ruffell    | Royaume-Uni |         | DNF   |

#### Demi-finale 2
| Rang | Athlète           | Pays           | Temps   | Notes |
| ---- | ----------------- | -------------- | ------- | ----- |
| 1    | Len Richardson    | Afrique du Sud | 32:30.3 | Q OR  |
| 2    | Lewis Tewanima    | États-Unis     | 32:31.4 | Q     |
| 3    | Mauritz Carlsson  | Suède          | 33:06.2 | Q     |
| 4    | Albin Stenroos    | Finlande       | 33:28.4 | Q     |
| 5    | Alfonso Orlando   | Italie         | 33:44.6 | Q     |
| 6    | Alfonso Sánchez   | Chili          |         |       |
| 7    | Brynolf Larsson   | Suède          |         |       |
| —    | Bror Fock         | Suède          |         | DNF   |
| —    | Frederick Hibbins | Royaume-Uni    |         | DNF   |
| —    | Thomas Humphreys  | Royaume-Uni    |         | DNF   |
| —    | Gregor Vietz      | Allemagne      |         | DNF   |

#### Demi-finale 3
| Rang | Athlète          | Pays        | Temps   | Notes |
| ---- | ---------------- | ----------- | ------- | ----- |
| 1    | Tatu Kolehmainen | Finlande    | 32:47.8 | Q     |
| 2    | William Scott    | Royaume-Uni | 32:55.2 | Q     |
| 3    | Louis Scott      | États-Unis  | 34:14.2 | Q     |
| 4    | Martin Persson   | Suède       | 34:18.6 | Q     |
| 5    | Hugh Maguire     | États-Unis  | 34:32.0 | Q     |
| —    | George Hill      | Australasie |         | DNF   |
| —    | George Wallach   | Royaume-Uni |         | DNF   |